# هندسة البرمجيات الموجهة للخدمة
هندسة البرمجيات الموجهة للخدمة (SOSE) هي منهجية هندسة البرمجيات تركز على عملية تطوير البرمجيات من خلال تكوين الخدمات القابلة لإعادة الاستخدام (توجيه الخدمة) التي غالبًا ما يتم توفيرها من قبل مقدمي الخدمات الآخرين. نظرًا لأنه يتضمن التكوين، فإنه يشارك العديد من خصائص هندسة البرمجيات بالمكونات، وتكوين أنظمة البرامج من المكونات القابلة لإعادة الاستخدام، ولكنه يضيف القدرة على تحديد الخدمات الضرورية ديناميكيًا في وقت التشغيل. قد يتم توفير هذه الخدمات بواسطة الآخرين كخدمات ويب، ولكن العنصر الأساسي هو الطبيعة الديناميكية للاتصال بين مستخدمي الخدمة ومقدمي الخدمة.

## نمط التفاعل الموجه نحو الخدمة
هناك ثلاثة أنواع من الجهات الفاعلة في تفاعل موجه نحو الخدمة: مقدمو الخدمة، ومستخدمو الخدمة وسجلات الخدمة. يشاركون في تعاون ديناميكي يمكن أن يختلف من وقت لآخر. مقدمو الخدمة عبارة عن خدمات برمجية تنشر إمكاناتهم وتوفرهم مع سجلات الخدمة.مستخدمو الخدمة هم أنظمة برمجية (قد تكون خدمات بأنفسهم) تقوم ببعض المهام من خلال استخدام الخدمات المقدمة من قبل مزودي الخدمة. يستخدم مستخدمو الخدمة سجلات الخدمة لاكتشاف وتحديد مزودي الخدمة الذين يمكنهم استخدامهم. يحدث هذا الاكتشاف والموقع بشكل ديناميكي عندما يطلبهما مستخدم الخدمة من سجل الخدمة.

## روابط خارجية
- جامعة نوتر دام Service-oriented Software Engineering Group homepage
- جامعة لانكستر Component & Service-oriented Software Engineering project homepage